# سامول بالاسانیان
سامول میساکی بالاسانیان (ارمنی: Սամվել Միսակի Բալասանյան; انگلیسی: Samvel Balasanyan؛ زادهٔ ۱۲ اکتبر ۱۹۵۴) سیاست‌مدار اهل ارمنستان است. وی نماینده دوره‌های دوم تا پنجم مجلس ملی جمهوری ارمنستان بوده‌است.